# Elias Fries (ingenjör)
Jöns Elias Fries, född 6 april 1876 i Frinnaryds socken, död 23 januari 1932 i Birmingham, Alabama, var en svenskamerikansk ingenjör och översättare.
Efter mogenhetsexamen i Uppsala 1894 utexaminerades han 1898 från Tekniska högskolans avdelning för elektroteknik. Han var praktiserande ingenjör i Sverige 1898–1903 innan han reste till USA där han hade flera anställningar som ingenjör och konstruktör vid olika företag, bland annat vid mekaniska verkstaden Crocker-Wheeler Co. i New York 1909–1918. År 1918 anställdes han som konstruktör vid den stora stål- och järnvägsfirman Tennessee Coal, Iron and Railroad Company i Birmingham i Alabama, där han var överingenjör 1920–1932, Fries översatte flera arbeten inom filosofiska och populärvetenskapliga ämnen från svenska till engelska, bland annat av Svante Arrhenius och Gustaf Björklund.
Elias Fries tillhörde Skånesläkten Fries. Han var son till kyrkoherden Andreas Peter Fries, bror till Samuel Fries och farbror till Carl Fries.